# リサ・マーチン
リサ・マーチン（Lisa Martin、1960年5月12日 - ）は、オーストラリアの女子陸上競技元選手。1980年代から1990年代にかけて活躍した長距離走・マラソン選手である。1988年ソウルオリンピック女子マラソンの銀メダリスト。南オーストラリア州アデレード近郊ガウラー出身。また現役時代は、日本で開催される国際女子マラソン大会（東京・大阪・名古屋）にも外国招待選手としてよく出走していた。

## 経歴
マーチンは、1983年にフルマラソンに初挑戦し、オーストラリア記録を約5分縮める2時間32分22秒の記録を出す。翌1984年8月には、女子マラソンがオリンピックの正式種目となったロサンゼルスオリンピックに出場。2時間29分03秒で7位入賞となる。同年五輪の後もシカゴマラソンに出場し、2時間27分40秒で2位となっている。
1986年にはエジンバラで開催されたコモンウェルスゲームズで2時間26分07秒で金メダルを獲得。また、ニューヨークシティマラソンでも2位という成績を残す。翌1987年1月、初来日後のマラソン出走となる大阪国際女子マラソンに出場したが、優勝したロレーン・モラー（ ニュージーランド）に惜敗して再び2位だった。
1988年1月の大阪国際女子マラソンに2年連続で出場。このレースでは10Km過ぎから完全に独走となり、当時日本最高記録を達成した2位の宮原美佐子（ 日本）に5分以上もの大差をつけて同大会初優勝。また、当時世界歴代4位となる2時間23分51秒の好タイムをマークする。この記録は当時のオセアニア記録として、2006年まで破られることはなかった。
そして、同年9月のソウルオリンピックでは、金メダルを獲得したロザ・モタ（ ポルトガル）と、銅メダルを獲得したカトリン・ドーレ（ ドイツ、当時 東ドイツ）らと終盤まで競り合った。五輪優勝にはあと一歩及ばなかったが、2時間25分53秒のタイムで2位入賞を果たし、五輪大会では唯一の銀メダルを獲得した。
1990年のオークランドのコモンウェルスゲームズで、大会連覇を達成した。また1992年秋のニューヨークシティマラソンでは、大会記録となる2時間24分40秒で優勝している。しかし、2大会連続のメダル獲得を目指した1992年8月バルセロナオリンピックと、4大会連続の五輪代表だった1996年7月アトランタオリンピックは、共に途中棄権に終わった。
マーチンは一度離婚した後、陸上競技選手で後に10000mの世界記録保持者となるヨベス・オンディエキ（ ケニア）と再婚。1女を授かるが、その後オンディエキとも再び離婚している。
ソウルオリンピック前後の時期には、脚ぐりの大きく切れ上がったレオタードタイプのウェアを着て走り、日本のマスコミでは「ハイレグウェア」と呼ばれ、「美人ランナー」と紹介されることも多かった。又、寒い時期でのマラソン大会では、現在日本の冬場のレースですっかりお馴染みとなっている「アームウォーマー」を、初めて両腕につけて走った先駆者とも言われている。

## 自己ベスト
- 10000m - 31分11秒72 (1992年)
- ハーフマラソン - 1時間09分39秒 (1986年)
- マラソン - 2時間23分51秒 (1988年)

## 主な実績
| 年      | 大会                       | 場所         | 種目     | 結果 | 記録          |
| ------- | -------------------------- | ------------ | -------- | ---- | ------------- |
| 1983.12 | ロケットシティマラソン     | ハンツビル   | マラソン | 1位  | 2時間32分22秒 |
| 1984.04 | キャンベラマラソン         | キャンベラ   | マラソン | 1位  | 2時間35分05秒 |
| 1984.08 | オリンピック               | ロサンゼルス | マラソン | 7位  | 2時間29分03秒 |
| 1984.10 | アメリカズマラソン         | シカゴ       | マラソン | 2位  | 2時間27分40秒 |
| 1985.05 | ピッツバーグマラソン       | ピッツバーグ | マラソン | 1位  | 2時間31分54秒 |
| 1985.11 | ニューヨークシティマラソン | ニューヨーク | マラソン | 2位  | 2時間29分48秒 |
| 1986.04 | ボストンマラソン           | ボストン     | マラソン | DNF  | -             |
| 1986.08 | コモンウェルスゲームズ     | エジンバラ   | マラソン | 1位  | 2時間26分07秒 |
| 1986.08 | コモンウェルスゲームズ     | エジンバラ   | 10000m   | DNS  | -             |
| 1986.11 | ニューヨークシティマラソン | ニューヨーク | マラソン | 2位  | 2時間29分12秒 |
| 1987.01 | 大阪国際女子マラソン       | 大阪         | マラソン | 2位  | 2時間30分59秒 |
| 1987.08 | 世界陸上ローマ大会         | ローマ       | マラソン | DNF  | -             |
| 1988.01 | 大阪国際女子マラソン       | 大阪         | マラソン | 1位  | 2時間23分51秒 |
| 1988.09 | ソウルオリンピック         | ソウル       | マラソン | 2位  | 2時間25分53秒 |
| 1990.01 | コモンウェルスゲームズ     | オークランド | マラソン | 1位  | 2時間25分28秒 |
| 1990.03 | 名古屋国際女子マラソン     | 名古屋       | マラソン | DNF  | -             |
| 1991.11 | ニューヨークシティマラソン | ニューヨーク | マラソン | 3位  | 2時間29分01秒 |
| 1992.08 | オリンピック               | バルセロナ   | マラソン | DNF  | -             |
| 1992.11 | ニューヨークシティマラソン | ニューヨーク | マラソン | 1位  | 2時間24分40秒 |
| 1993.04 | ロンドンマラソン           | ロンドン     | マラソン | 2位  | 2時間27分27秒 |
| 1993.11 | 東京国際女子マラソン       | 東京         | マラソン | DNF  | -             |
| 1994.04 | ロンドンマラソン           | ロンドン     | マラソン | 2位  | 2時間33分17秒 |
| 1994.11 | 東京国際女子マラソン       | 東京         | マラソン | 3位  | 2時間31分01秒 |
| 1995.11 | 東京国際女子マラソン       | 東京         | マラソン | DNF  | -             |
| 1996.01 | 大阪国際女子マラソン       | 大阪         | マラソン | 9位  | 2時間30分27秒 |
| 1996.08 | アトランタオリンピック     | アトランタ   | マラソン | DNF  | -             |